# Okres Chust
Okres Chust, též Chustský rajón (ukrajinsky Хустський район, Chustskyj rajon) je správní jednotka na úrovni okresu v Zakarpatské oblasti na Ukrajině. Jeho sídlem je město Chust.
Rajón měl do administrativně-teritoriální reformy, která v červenci 2020 snížila počet okresů oblasti ze 13 na 6, rozlohu 975 km² a v roce 2012 v něm žilo přibližně 95 603 obyvatel. Do okresu bylo začleněno území zaniklého okresu Mižhirja a části bývalých okresů Iršava a Svaljava. Tím se jeho rozloha zvětšila na 3 180,3 km² a počet obyvatel vzrostl na téměř 270 tisíc.
V Chustském rajónu je 13 územních společenství (hromad) s administrativními centry v těchto obcích:
| administrativní centrum | ukrajinsky: Центр | Rozloha v km2 | Počet obyvatel v roce 2020 |
| ----------------------- | ----------------- | ------------- | -------------------------- |
| Bilky                   | Білки             | 149,2         | 20650                      |
| Vyškovo                 | Вишково           | 179,9         | 16109                      |
| Horinčovo               | Горінчово         | 223,6         | 12785                      |
| Dovhe                   | Довге             | 257,5         | 16801                      |
| Drahovo                 | Драгово           | 148,1         | 13821                      |
| Zariča                  | Заріччя           | 41,6          | 8333                       |
| Iršava                  | Іршава            | 309,5         | 35893                      |
| Kerecky                 | Керецьки          | 298,9         | 14959                      |
| Koločava                | Колочава          | 161,5         | 8757                       |
| Mižhirja                | Міжгір'я          | 554,1         | 24896                      |
| Pylypec                 | Пилипець          | 199,6         | 7095                       |
| Siněvir                 | Синевир           | 254,5         | 6376                       |
| Chust                   | Хуст              | 402,3         | 80858                      |

## Příroda
- okresem Chust protékají řeky: Tisa, Rika, Terebla, Boržava a další

- ukrajinský národní park Okouzlená země (ukrajinsky Зачарований край).[2]
- jezero Siněvir
- vodopád Šipot
- Vučkovský gejzír